# 小野円佳
小野 円佳（おの まどか、1977年 - ）は、日本の工学者。専門は光物性物理学、ガラス。学位は、博士（科学）（東京大学・2004年）。東北大学大学院工学研究科教授。東京都出身。

## 経歴
- 1995年3月 - 東京都立八王子東高等学校 卒業[1]
- 1999年3月 - 東京大学工学部物理工学科 卒業
- 2001年3月 - 東京大学大学院新領域創成科学研究科物質系専攻修士課程 修了
- 2004年3月 - 東京大学大学院新領域創成科学研究科物質系専攻博士課程 修了
- 2004年4月 - 旭硝子株式会社（現：AGC） 入社（〜2023年3月）
- 2019年8月 - 北海道大学電子科学研究所 准教授（クロスアポイントメント制度、〜2023年3月）
- 2023年4月 - 東北大学大学院工学研究科 応用物理学専攻 教授（現任）

## 受賞歴
- 2001年 - 修士論文優秀講演賞（東京大学大学院新領域創成科学研究科）
- 2019年 - 第43回レーザー学会奨励賞
- 2022年 - 応用物理学会 第12回女性研究者研究業績・人材育成賞（小舘香椎子賞）[2][3]

## 所属学会
- 応用物理学会（フォトニクス分科会）
- 日本セラミックス協会
- アメリカ光学会
- アメリカセラミックス協会